# Dolichorhabditis dolichura
Dolichorhabditis dolichura is een rondwormensoort. De wetenschappelijke naam van de soort is voor het eerst geldig gepubliceerd in 1866 door Schneider.